# David Steen (acteur)
Pour les articles homonymes, voir David Steen et Steen.
David Steen, né le 26 juin 1954 à Memphis (Tennessee), est un acteur et écrivain américain.

## Biographie
David Steen s'est marié avec l'actrice Bobbie Eakes le 4 juillet 1992.

## Filmographie
- 1992 : Des souris et des hommes de Gary Sinise : Tom
- 1992 : Reservoir Dogs de Quentin Tarantino
- 2012 : Django Unchained de Quentin Tarantino : M. Stonesipher
- 2013 : Awestruck : Abel
- 2013 : Sunny and RayRay : Uncle Gil
- 2015 : The Diamond in the Desert : Murphy
- 2015 : A World Away : Kem
- 2019 : Once Upon a Time in Hollywood de Quentin Tarantino : Straight Satan David